# Bloomberg TV
Bloomberg Television es un canal internacional de televisión por suscripción de noticias estadounidense, que emite programación acerca de las últimas noticias sobre negocios, el cual es propiedad de Bloomberg L.P.. Es distribuida internacionalmente, llegando a más de 310 millones de hogares alrededor del mundo. Sus oficinas centrales están basadas en la ciudad de Nueva York, junto con sedes en Londres, Mumbai y Hong Kong.

## Canales

### Canales actuales
- Bloomberg Television (desde Estados Unidos)
- Bloomberg El Financiero (desde México en español e inglés)
- Bloomberg TV South Asia (desde Mumbai en inglés e hindú)
- Bloomberg TV Brasil (desde São Paulo en portugués)
- Bloomberg TV Asia Pacífic (desde Hong Kong)
- Bloomberg TV EMEA (desde Londres)
- Bloomberg Türk (desde Estambul en turco)
- Bloomberg TV Mongolia (desde Ulán Bator en mongol)
- Bloomberg TV Australia (lanzado al aire en junio de 2012)[5]
- Bloomberg TV Filipinas (lanzado al aire el 5 de octubre de 2015)
- Bloomberg TV Corea del Sur (en coreano)
- Bloomberg TV Malasia
- Bloomberg TV Vietnam
- Bloomberg TV Bulgaria

### Canales fuera de emisión
- Bloomberg Brasil (desde São Paulo en portugués)
- Bloomberg TV Canada
- Bloomberg TV Indonesia[6]
- Bloomberg Germany (en alemán)
- Bloomberg TV France (en francés)
- Bloomberg Italy (en italiano)
- Bloomberg Japan (en japonés)
- Bloomberg Spain (en español)
- Bloomberg TV Africa (lanzado al aire en octubre de 2013.[7] Cerrado en abril de 2015)

## Servicio internacional

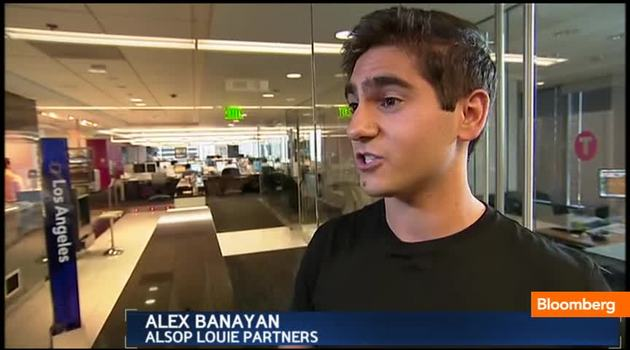
Alex Banayan en Bloomberg TV, 2012.

En febrero de 2009, Bloomberg anunció que cesaría la operación de varios de sus canales locales alrededor del mundo. El 9 de marzo del mismo año se concretó el anuncio y la compañía cerró los canales Bloomberg en Alemania, España, Francia e Italia. Ahora esos países reciben la señal genérica para Europa producida en Londres.
En abril de 2009, Bloomberg canceló el servicio televisivo en idioma japonés, pero el sitio web y el diario mantuvieron sus operaciones normalmente. En junio de 2009 empezaron a emitir pequeños boletines informativos de Bloomberg en la cadena TBS (Tokyo Broadcasting System). En Hispanoamérica y Brasil también cerraron operaciones el mismo año. Todas las señales fueron reemplazadas con versiones internacionales en idioma inglés.
En noviembre de 2011, la compañía anuncio la formación de Bloomberg TV Mongolia, una empresa en conjunto con TDB (Trade and Development Bank) de Mongolia. El canal ofrecerá contenidos locales y otros de la señal asiática en inglés.

## Servicio estadounidense
Las emisiones norteamericanas de Bloomberg son administradas por Justin Smith, el director ejecutivo de Bloomberg Media Group. Smith reemplazó a Andy Lack, quien finalmente regresaría a NBC News. La cadena también brinda el financiamiento y las instalaciones de estudio al programa nocturno de la PBS/WNET Charlie Rose.

### Historia
Bloomberg Television se lanzó por primera vez en los Estados Unidos el 1 de enero de 1994 bajo el nombre de Bloomberg Information TV hasta que, en 1998, se acorta el nombre de la cadena a su denominación actual. Poco tiempo después del lanzamiento del canal, el ahora extinto canal American Independent Network emitía parte de la programación del canal en simultáneo a diferentes horas durante el día desde 1995 hasta 1997, en donde fue recogido por algunas estaciones de transmisión durante las mañanas para brindar un programa de negocios de facto. La programación mañanera de la cadena también fue emitida en simultáneo en USA Network dentro de un acuerdo de programación de paga hasta el 2004, cuando dicha cadena cesó de emitir la programación en simultáneo meses antes de que la fusión de NBC Universal fuera completada, debido a la preocupación de que USA pueda, después, emitir la cobertura de una cadena competidora al futuro canal hermano CNBC. La emisión en simultáneo fue movida a E! (el cual se convirtió en propiedad de NBCUniversal en enero de 2011 debido a la adquisición de dicha compañía por Comcast), en donde permaneció hasta que la transmisión en simultáneo cesó en enero de 2009, cuando la cadena se logró expandir lo suficiente en la televisión digital como para descontinuar el simulcast. Durante éste lapso de tiempo en E!, el bloque de 5:00 a. m. a 8:00 a. m. fue el segmento más visto del canal, según Nielsen Media Research.
El canal de televisión estadounidense Bloomberg Television estrenó nuevas gráficas en enero del 2009, las cuales fueron usadas por primera vez en el ahora extinto programa mañanero Starting Bell, hasta que tales gráficas fueron empleadas para todos los programas de la cadena el 17 de febrero de 2009. Incluso, en esa fecha, el canal reestructuró su programación diaria
En octubre de 2009, el canal lanzó un nuevo paquete de gráficas. En 2011, la cadena anunció un acuerdo estratégico con Gas Station TV (GSTV) para brindar noticias de negocios y de financias personales a más de 27 millones de hogares cada mes.
Bloomberg lanzó una señal en HD el 9 de mayo de 2011, siendo Time Warner Cable el primer cableoperador en distribuir el nuevo canal.